# Ivančiná
Ivančiná este o comună slovacă, aflată în districtul Turčianske Teplice din regiunea Žilina. Localitatea se află la altitudinea de 455 m deasupra n.m., se întinde pe o suprafață de 3,543 km2 și în 2017 număra 78 de locuitori. Se învecinează cu Malý Čepčín și Veľký Čepčín.

## Istoric
Localitatea Ivančiná este atestată documentar din 1248.

## Demografie
| An:                | 1994 | 2004   | 2014   | 2024   |
| ------------------ | ---- | ------ | ------ | ------ |
| Număr de persoane: | 91   | 97     | 92     | 93     |
| Diferență:         |      | +6,59% | −5,15% | +1,08% |

| An:                | 2023 | 2024   |
| ------------------ | ---- | ------ |
| Număr de persoane: | 90   | 93     |
| Diferență:         |      | +3,33% |